# Лиллибуллеро

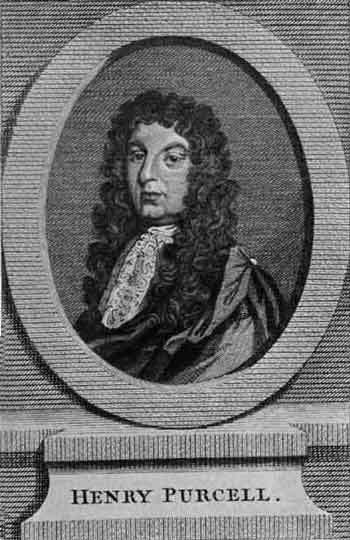
Генри Пёрселл
автор мелодии Лиллибуллеро

Лиллибуллеро (англ. Lillibullero) — военный марш, исполняемый в быстром темпе, был очень популярен в год «Славной революции» (1688). Марш был напечатан в 1686 году, авторство приписывается вигскому аристократу лорду Уортону, который впоследствии хвастался, что «при помощи песни выгнал Якова сразу из трёх королевств». Автор музыки к маршу — Генри Пёрселл.

## Текст песни (английский)
Ho, brother Teague, dost hear the decree?
Lillibullero bullen a la
We are to have a new deputy
Lillibullero bullen a la
Refrain:
Lero Lero Lillibullero
Lillibullero bullen a la
Lero Lero Lero Lero
Lillibullero bullen a la
Oh by my soul it is a Talbot
Lillibullero bullen a la
And he will cut every Englishman’s throat
Lillibullero bullen a la
Refrain
Now Tyrconnell is come ashore
Lillibullero bullen a la
And we shall have commissions galore
Lillibullero bullen a la
Refrain
And everyone that won’t go to Mass
Lillibullero bullen a la
He will be turned out to look like an ass
Lillibullero bullen a la
Refrain
Now the heretics all go down
Lillibullero bullen a la
By Christ and St Patrick’s the nation’s our own
Lillibullero bullen a la
Refrain
There was an old prophecy found in a bog
Lillibullero bullen a la
The country’d be ruled by an ass and a dog
Lillibullero bullen a la
Refrain
Now this prophecy is all come to pass
Lillibullero bullen a la
For James is the dog and Tyrconnell’s the ass
Lillibullero bullen a la
Refrain

## В литературе и средствах массовой информации
- В романе «Остров сокровищ» Роберта Луиса Стивенсона в одном из эпизодов пират насвистывает «Лиллибулеро».
- Песня упоминается и в романе Лоренса Стерна «Жизнь и мнения Тристрама Шенди, джентльмена», где его постоянно насвистывает дядя Тоби.
- Мелодия песни используется Британской вещательной корпорацией в качестве позывного сигнала[2].
- Мелодия песни звучит в мультфильме «Весёлая карусель-23» (1991)